# 목천 돈씨
목천 돈씨(木川頓氏)는 충청남도 천안시 목천읍을 본관으로 하는 한국의 성씨이다.

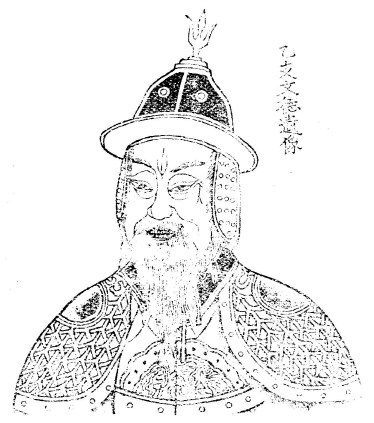
원시조 을지문덕(乙支文德).

## 역사
돈씨가보(頓氏家譜)에 의하면, 을지(乙支)씨는 원래는 을(乙)씨였는데, 고구려 을지문덕 때에 ‘을지’씨로 바뀌었다가 후에 ‘돈씨(頓氏)’로 변했다고 한다. 이와 관련된 이야기는 1930년에 간행된 ‘별건곤’ 34호의 ‘을지문덕묘참배기’에도 실려 있다. 을지문덕의 16세 후손 을지수(乙支遂)가 동생인 을지달(乙支達), 을지원(乙支遠) 등과 함께 고려 인종 때 일어난 묘청의 난에 의병장(義兵將)으로 서경(西京)을 수복하는데 결정적인 공을 세워 돈산백(頓山伯)에 봉해졌고 돈(頓)씨를 사성 받았다고 한다. 임진왜란 때 평양성을 탈환한 조방장(助防將) 돈정신(頓貞臣)은 을지수(乙支遂)의 17대손이라고 한다. 평양직할시 평남선 대평역(大平驛) 근방에 을지묘라고 전해 오는 큰 고분이 있는 이 인근에 돈뫼(頓山)라 하는 동네가 있고 이 곳에 을지문덕 장군의 후손들이라는 돈씨 집안 30~40호 가량이 있어 이 일대가 돈산군(頓山君)의 봉토로 여겨지고 있다. 수(遂)의 증손 돈예숭(頓禮崇)이 목천으로 이주해 살면서 본관을 목천으로 하였다고 한다.

## 전설
조선 성종 때 동국여지승람(東國輿地勝覽)에 의하면, 고려 태조 왕건(王建)이 후삼국을 통일하던 당시 목천 지방의 백제 유민들이 백제 부활을 도모했다는 이유로 왕건이 이 지방민에게 우(牛; 소), 상(象; 코끼리), 돈(豚; 돼지), 장(獐; 노루) 등의 축성을 내렸다는 전설이 있다고 한다. 후손들이 뒷날 우(于), 상(尙), 돈(頓), 장(張) 등으로 성씨를 회복하였다고 한다.

## 본관
충청남도 천안시 목천읍 일대의 지명이다. 본래 백제의 대목악군(大木岳郡)이었다. 757년(신라 경덕왕 16년)에 대록군(大麓郡)으로 고쳤고, 940년(고려 태조 23년)에 목주(木州)로 개칭했다. 1413년(조선 태종 13년)에 목천현이 되었다. 세종실록지리지에 충청도 목천현의 토성(土姓)으로 우(于)·마(馬)·상(尙)·돈(頓)·장(張)·신(申) 6성이 기록되어 있다. 1895년(고종 32) 목천군으로 개편되었으나 1914년 목천면으로 축소되어 천안군에 편입되었고, 1942년 목천군의 일부였던 갈전면이 병천면으로 개칭되었다. 2002년 목천면이 목천읍으로 승격했다.

## 인물
- 돈정신(頓貞臣) : 임진왜란 때의 조방장(助防將). 평안도 평양 출신. 임진왜란 당시 자신의 고유한 특기와 재주로 평양에 난입한 왜적을 쳐부순 `평양 10장사' 중 한 명이다. 평양 10장사는 지붕을 훌쩍훌쩍 뛰어넘은 돈정신, 주먹으로 돌을 쳐 깨뜨린 전주복, 검술에 능한 법근, 힘장사 장이덕과 고충경, 활을 잘 쏜 김자택, 사리에 밝은 현수백, 지혜로운 박억, 동작이 날랜 임기동, 평안도 방위사 김응서 등이다. 평양 10장사들은 1593년 1월 백성들과 함께 평양성 탈환을 위한 결사항전에 나서 20여만명의 대군으로 침략해온 일본 침략군의 선봉부대를 격파하고 임진왜란의 승리를 이룩하는데 돌파구를 열었다. 이 전투에서 돈정신, 임기동, 전주복, 법근, 현수백, 김자택 등이 장렬하게 전사했다.[4]

## 과거 급제자
무과
- 돈지문(頓志文, 1794년생) : 조선 순조(純祖) 13년(1813년) 증광시(增廣試) 무과 병과(丙科). 평양(平壤) 출신.[5]
- 돈지철(頓志轍, 1813년생) : 조선 순조(純祖) 13년(1813년) 증광시(增廣試) 무과 병과(丙科). 평양(平壤) 출신.[6]

진사시
- 돈규헌(頓圭獻, 1805년생) : 조선 순조(純祖) 27년(1827년) 증광 진사시 3등. 평양(平壤) 출신이며, 자는 전량(田亮). 아버지는 유학(幼學) 돈지술(頓志術), 형제로는 돈충헌(頓忠獻), 돈정헌(頓貞獻), 돈의헌(頓義獻)이 있다.[7]

## 인물
- 돈종권(頓宗權) : 독립유공자
- 돈지덕(頓智德, 1980년 ~ ) : 축구 감독

## 인구
돈(頓)씨는 1930년 국세조사 당시 평안남도 대동군, 강서군, 황해도 안악군, 황주군 등 북한 지역에만 36가구가 있었다.
대한민국 통계청 인구조사에서 1985년 16가구 69명이었고, 2000년에는 38가구 115명, 2015년에는 117명으로 조사되었다. 본관은 목천 86명, 함평 12명, 태평 11명, 을지 5명, 기타 3명이다. 

## 같이 보기
- 목천 장씨(木川 張氏)
- 목천 우씨(木川 于氏)
- 목천 상씨(木川 尙氏)